# BSV 07 Schwenningen
Der BSV 07 Schwenningen ist ein Fußballverein aus dem baden-württembergischen Villingen-Schwenningen.

## Geschichte

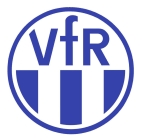
Vereinswappen des VfR Schwenningen

Am 1. Dezember 1907 wurde der FC 07 Schwenningen gegründet, im Jahr darauf der FC Viktoria 08 Schwenningen.
Diese beiden Vereine fusionierten im Jahr 1922 zum VfR Schwenningen.

Vereinswappen des Vorgängervereins SC Schwenningen

Ein weiterer Vorgängerverein des BSV 07 ist der SC Schwenningen, gegründet 1925.
Bis zum Ausbruch des Zweiten Weltkriegs verzeichnete sowohl der VfR Schwenningen als auch der SC Schwenningen eine konstante Aufwärtsbewegung, die sich darin zeigte, dass es den Fußballern des VfR im Jahre 1937 gelang, in die Gauliga Württemberg, die damals höchste Fußballklasse, aufzusteigen. Allerdings endete diese erste Saison als Tabellenletzter mit dem Abstieg.
Nach dem Zweiten Weltkrieg wurden durch die Alliierten alle Sportvereine aufgelöst. Im Jahr 1946 wurden alle Schwenninger Sportaktivitäten im Verein VfL Schwenningen zusammengefasst, dazu gehörten zeitweilig auch die Eishockeyspieler des Schwenninger ERC. Die Fußballer des VfL spielten von 1946 bis 1950 in der Gruppe Süd der Oberliga Südwest. Danach trennten sich die Wege und sowohl der VfR Schwenningen als auch der SC Schwenningen wurden erneut eigenständig.
In der Nachkriegszeit spielten die beiden Schwenninger Mannschaften in den höchsten Amateurligen. Dabei war der VfR Schwenningen meist die erfolgreichere Mannschaft.
So errang der VfR 1952 auch den Titel des Deutschen Amateurmeisters, als er im Endspiel in Ludwigshafen am Rhein den Cronenberger SC mit 5:2 Toren bezwang. Am 24. Juni 1974 fusionierten die Vereine SC Schwenningen und VfR Schwenningen schließlich zum BSV 07 Schwenningen.

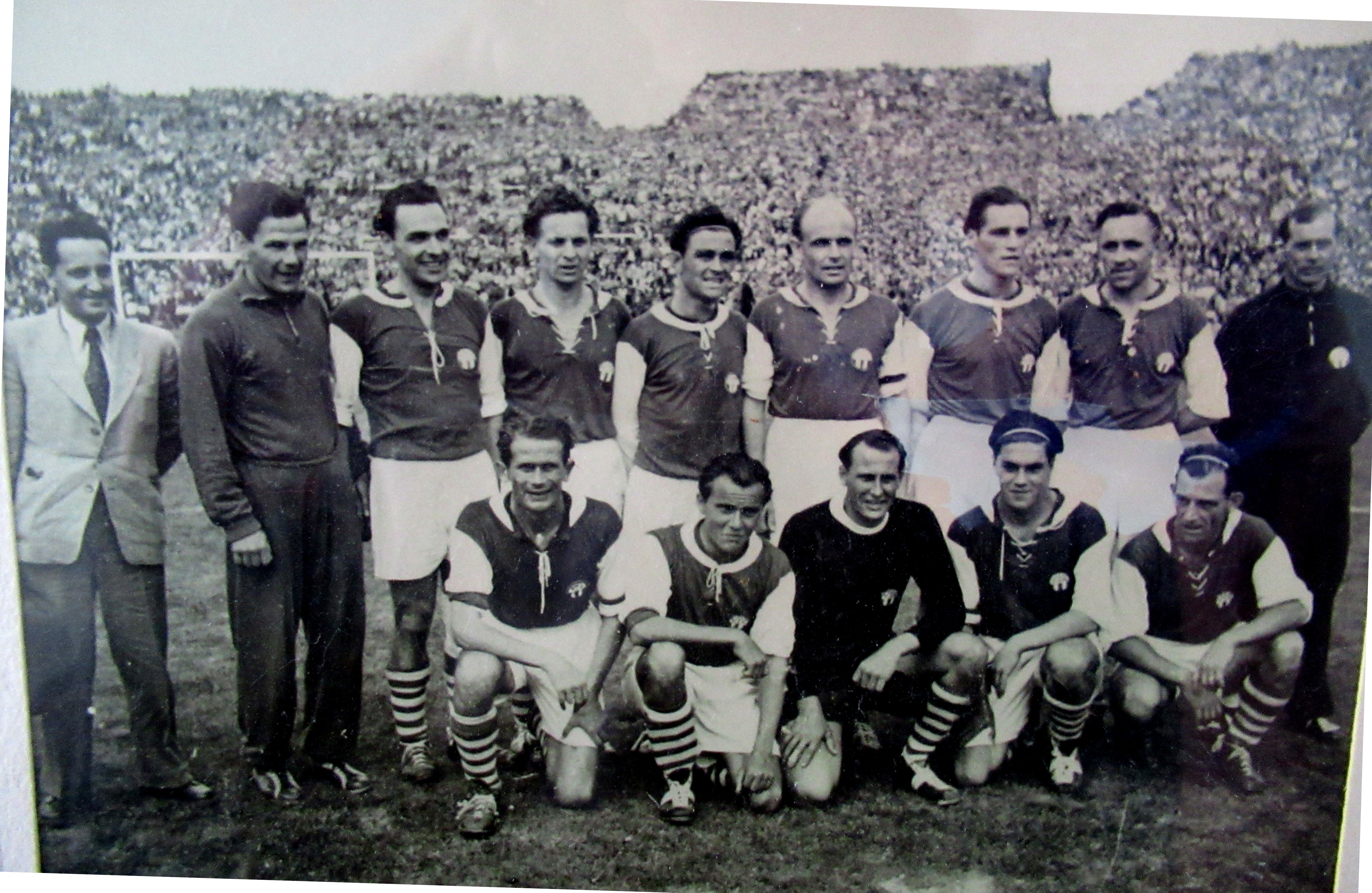
Die Amateur-Meistermannschaft von 1952

Im zweiten Jahr nach der Fusion zum BSV 07 Schwenningen stieg der Verein in die 2. Fußball-Bundesliga auf, allerdings spielten die Schwenninger dort nur für eine Saison. In jenem Jahr spielte gegen Ende seiner Karriere auch Vizeweltmeister Helmut Haller für den BSV, er brachte es allerdings nur auf zwei Einsätze. Nach dem Abstieg aus der Zweitklassigkeit 1977 und der verpassten Qualifikation zur 1978/79 gegründeten Oberliga Baden-Württemberg begann der Abstieg des Vereins, der bis hinunter in die Bezirksliga führte. Dort gewann der BSV in der Saison 2008/09 die Meisterschaft und stieg somit in die siebtklassige Landesliga auf. Doch verfehlte der BSV den Klassenerhalt knapp, konnte aber am Ende 2010/11 den Wiederaufstieg in die Landesliga feiern. Nach mehrmaligem Pendeln zwischen Landes- und Bezirksliga spielte man nach dem Landesligaabstieg seit 2017 wieder in der Bezirksliga. 2019 stieg man sogar in die Kreisliga A ab. Vier Jahre später gelang die Rückkehr in die Bezirksliga und ein Jahr später erfolgte der Wiederaufstieg in die Landesliga.

## Erfolge
- 1952 – Deutscher Amateurmeister als VfR Schwenningen
- 1960 – Gewinn WFV-Pokal als VfR Schwenningen
- 1976 – Meister der Schwarzwald-Bodensee-Liga und Aufstieg in die 2. Bundesliga Süd

## Bekannte Spieler
- Kurt Kothmann, Spielführer der Aufstiegsmannschaft zur 2. Bundesliga
- Wolfgang Rothe (1975–1978)
- Roland Schwarzwälder (1975–1978), spielte für den BSV 07 Schwenningen in der 2. Fußball-Bundesliga
- Helmut Haller (1976–1977), ehemaliger Fußballer u. a. beim FC Augsburg, bei Juventus Turin und beim FC Bologna
- Jürgen Marek (1976–1977), ehemaliger Fußballer u. a. beim FC Bayern München, 1. FC Saarbrücken und Freiburger FC
- Franz Michelberger (1976–1977), ehemaliger Fußballer u. a. beim FC Bayern München, bei Eintracht Trier, Stade Reims und Kickers Offenbach
- Wolfgang Lex (1976–1978), ehemaliger Fußballer u. a. bei Hannover 96 und dem TSV 1860 München
- Karl-Heinz Wöhrlin (1976–1978), ehemaliger Fußballer u. a. beim SC Freiburg, bei Bayer Uerdingen und beim Karlsruher SC
- Marco Caligiuri, (1988–2000) Jugend. Fußballprofi bei SpVgg Greuther Fürth davor Eintracht Braunschweig, VfB Stuttgart, MSV Duisburg, SpVgg Greuther Fürth und 1. FSV Mainz 05
- Daniel Caligiuri, (1995–2001) Jugend.Fußballprofi beim FC Schalke 04, davor beim VfL Wolfsburg und SC Freiburg

## Ligazugehörigkeit
- VfR Schwenningen

Gauliga Württemberg 1937/38
- BSV Schwenningen

Amateurliga Schwarzwald-Bodensee (3. Liga) 1974/75–1975/76, 1977/78
2. Liga Süd 1976/77